# Keshavsut
Keshavsut, Marathi केशवसुत Keśavasut; eigentlich Krishnaji Keshav Damle (* 15. März 1866 in Malgund, Ratnagiri, Maharashtra, Indien; † 7. November 1905 in Hubballi, Karnataka, Indien) war ein indischer Lyriker. Er gilt als der erste Marathi-Lyriker. Sein Gesamtwerk (Samagra Keśavsut) umfasst 142 Gedichte.

## Leben
Keshavsut wurde am 15. März 1866 in Malgund/Ratnagiri im Südwesten Indiens geboren. Er stammt aus einer kulturell bedeutenden Brahmanen-Familie, die in recht ärmlichen Verhältnissen lebte. Mit 13 Jahren wurde Keshavsut verheiratet. An der New English School in Poona erhielt er eine eher progressive und nationalistische Schulausbildung bis 1891, die ihn und seine Werke prägten. Er arbeitete später als Privat- sowie Schullehrer und war zwischenzeitlich Mitarbeiter in einer Redaktion. Keshavsut gilt als Beispiel eines ärmlichen Dichter-Genies des 19. Jahrhunderts. Er wird beschrieben als stolz und frühreif, einsam, introvertiert und bescheiden. Keshavsut starb im Alter von 39 Jahren.

„Dichten und dies ins Volk zu bringen, / ist nicht die Hauptintention, sage ich. / Dichten und sich selbstgenügsam ins Innere veriefen / ist die schöne Intention, sage ich.“

## Werke
Seine Liebes- und Naturlyrik war sehr bekannt, doch den wirklichen Erfolg erlangte er durch seine politischen Gedichte, welche die politischen und sozialen Missstände kritisieren. Dazu sagt er in einem appellativen Gedicht: „Hissen wir die Flagge der Revolution, erregen wir überall / einen Aufruhr und zerstückeln die Tyrannei und Ungerechtigkeit.“